# Тања Савић
Тања Савић (Радинац, 20. март 1985) српска је певачица. Истакла се учешћем у првој сезони певачког такмичења Звезде Гранда (2003—2004).

## Биографија
Рођена је 20. марта 1985. у Радинцу, код Смедерева. Детињство провела у Смедеревској Паланци. Постала је позната захваљујући учешћу у музичком такмичењу Звезде Гранда (2003—2004), у ком је заузела треће место. Исте године снимила је своју прву песму За моје добро, која је постала велики хит, а за коју је текст написала Марина Туцаковић. Наредне године објављује свој први албум Тако млада са хитовима: Тако млада, Као бродови, Минут љубави, Стани, туго, Зашто ме у образ љубиш, За моје добро, Играчка, У години један дан. 2006. године учествује на Првом Гранд фестивалу и осваја друго место. Исте године, у филму Гуча певала је песму Сукњица. Са Банетом Мојићевићем је учествовала на Беовизији 2007. са песмом Симпатија. На Гранд фестивалу 2008. године са песмом Златник осваја четврто место. У јуну исте године објављује свој други студијски албум. Највећи хитови са албума су: Златник, Потпис мој, Ало, мама, Црвено слово... У филму Српски ожиљци 2009. године отпевала је песму Где љубав путује. У децембру 2009. године објавила је свој трећи албум — Сестре по сузама. На Гранд фестивалу 2010. године са песмом Инцидент осваја друго место. Након удаје, сели се у Аустралију, а 2013. се враћа на сцену. Године 2014. била је један од учесника талент шоу програма Твоје лице звучи познато. Те године Тања сарађује са Дарком Лазићем и песмом Ти си та која је наишла на добре реакције публике. Већ следеће године објављује соло песму Ђердани.
Тања свој повратак на велика врата 2016. године представља песмом Швалер која на Јутјубу броји око 25 милиона прегледа и уједно је један од највећих хитова у земљи те године. Почетком 2017. године, Тања је објавила песму Простакуша, која је поновила успех претходне. Крајем 2017. године Тања објављује песму модернијег звука Очи боје вискија (сарадња са реперима Короном и Римским), која је постигла још већи успех него претходне две. У мају 2018, у року од месец дана Тања је објавила баладу Соба заблуде, а потом у јуну, још један дует са Короном и Римским са песмом Злочин без доказа. На јесен исте године избацује песму Погрешна адреса. После десет година, y децембру 2019. године објавила је свој четврти албум — Странци.

## Дискографија

### Студијски албуми
- Тако млада (2005)
- Тања Савић (2008)
- Сестре по сузама (2009)
- Странци (2019)
- Лечим се животом (2024)

### Синглови
- За моје добро (2004)
- Сукњица (филм Гуча, 2006)
- Где љубав путује (филм Српски ожиљци, 2009)
- Хотел за изгубљене душе (2013)
- Виша сила (2013)
- Тврђава од љубави (2014)
- Ђердани (2015)
- Швалер (2016)
- Простакуша (2017)
- Соба заблуде (2018)
- Погрешна адреса (2018)
- Опет (2020)
- У мраку (2021)
- Боли ли (2022)
- Потаман (2023)
- Сине (2023)

### Видеографија
| Видеоспот          | Година | Режисер                          |
| ------------------ | ------ | -------------------------------- |
| Сукњица            | 2006   | —                                |
| Тамо далеко        | 2006   |                                  |
| Где љубав путује   | 2008   | —                                |
| Инцидент           | 2010   | Дејан Милићевић                  |
| Кишно лето         | 2014   | LOONEYRAMA                       |
| Ти си та           | 2014   | Марко Арсић                      |
| Ђердани            | 2015   | Дејан Милићевић                  |
| Швалер             | 2016   | Visual Infinity                  |
| Простакуша         | 2017   | Visual Infinity                  |
| Очи боје вискија   | 2017   | Ђорђе Трбовић                    |
| Соба заблуде       | 2018   | Борис Зец                        |
| Злочин без доказа  | 2018   | Андреј Илић                      |
| Погрешна адреса    | 2018   | TOXIC ENTERTAINMENT              |
| За љубав ниси      | 2019   | NN Media                         |
| Хитна помоћ        | 2019   | NN Media                         |
| Лага, лага         | 2019   | Петар Драшковић, Марко Тодоровић |
| Осуђени на бол     | 2019   | NN Media                         |
| Bye, bye           | 2019   | Петар Драшковић, Марко Тодоровић |
| Странци            | 2019   | NN Media                         |
| Сироче             | 2020   | Visual Infinity                  |
| Панцир             | 2020   | NN Media                         |
| Опет               | 2020   | NN Media                         |
| У мраку            | 2021   | Ведад Јашаревић                  |
| Све му праштај     | 2022   | Харис Дубица                     |
| Боли ли            | 2022   | TOXIC ENTERTAINMENT              |
| Сине               | 2023   | TOXIC ENTERTAINMENT              |
| Лечим се животом   | 2024   | TOXIC ENTERTAINMENT              |
| Отац сузама мојим  | 2024   | TOXIC ENTERTAINMENT              |
| Фанатик            | 2024   | TOXIC ENTERTAINMENT              |
| Брат по алкохолу   | 2024   | TOXIC ENTERTAINMENT              |
| Таква ми карма     | 2024   | TOXIC ENTERTAINMENT              |
| Мастило            | 2024   | TOXIC ENTERTAINMENT              |
| Маштам             | 2024   | TOXIC ENTERTAINMENT              |
| Заволи ме          | 2024   | TOXIC ENTERTAINMENT              |
| Песма против урока | 2024   | TOXIC ENTERTAINMENT              |
| Две невоље         | 2024   | TOXIC ENTERTAINMENT              |
| Поздрави           | 2025   | Готива                           |

### Фестивали
- 2006. Гранд фестивал — Полудела — друго место
- 2007. Беовизија — Симпатија — дует са Банетом Мојићевићем
- 2008. Гранд фестивал — Златник — четврто место
- 2010. Гранд фестивал — Инцидент — друго место
- 2014. Гранд фестивал — Гинисов рекорд — четврто место

### Дуети
- 2005. Јачи пол - са Славицом Ћуктераш, Милицом Тодоровић, Јадранком Барјактаровић, Јованом Пајић
- 2006. У години један дан — са Дарком Филиповићем
- 2006. Тамо далеко - са Славицом Ћуктераш, Дарком Филиповићем, Банетом Мојићевићем, Стеваном Анђелковићем, Немањом Николићем и Невеном Париповић
- 2007. Симпатија — са Банетом Мојићевићем
- 2014. Кишно лето — са Стеваном Анђелковићем
- 2014. Ти си та — са Дарком Лазићем
- 2017. Очи боје вискија - дует са Короном и Римским
- 2018. Злочин без доказа - дует са Короном и Римским
- 2019. Лага лага - дует са Короном
- 2019. Бај бај - дует са Римским
- 2020. Панцир - дует са Војажeм и Бресквицом
- 2022. Све му праштај  - дует са Александром Матрикс
- 2024. Две невоље - дует са Банетом Бојанићем

### Обраде и остале снимљене песме
- Мито бекријо (Гранд шоу)
- Чај за двоје (Гранд дуел, обрада песме Лепе Лукић)
- Никада више (Гранд дуел, обрада Раде Манојловић)
- Манастир (Гранд шоу, песма Славице Ћуктераш)
- Ружо моја (Тв Пинк, Новогодишњи програм) са Дајаном Пауновић
- Тихи убица (Гранд имитација, песма Јелене Карлеуше)
- Питају ме у мом крају (Твоје лице звучи познато, песма Драгане Мирковић)